# Camponotus trapeziceps
Camponotus trapeziceps é uma espécie de inseto do gênero Camponotus, pertencente à família Formicidae.